# Pimelodella longipinnis
Pimelodella longipinnis är en fiskart som först beskrevs av Nikolai Andreyevich Borodin 1927.  Pimelodella longipinnis ingår i släktet Pimelodella och familjen Heptapteridae. Inga underarter finns listade i Catalogue of Life.